# Falcon 4.0

Historique de la franchise Falcon

Falcon 4.0 est un simulateur de vol de combat sorti en 1998 par Microprose. Il modélise l'avion de chasse F-16 Fighting Falcon Block 50/52, l'action principale du jeu se déroulant en Corée,,.
La campagne solo du jeu commence vers 1990 lorsque les forces armées de la Corée du Nord envahissent la Corée du Sud. Les États-Unis déploient des troupes militaires pour contrer cette offensive incluant des avions de chasse, des tanks, des navires de guerre, etc. Le reste du jeu dépend des actions effectuées par le joueur.

## Système de jeu
Falcon 4.0 place le joueur en tant que pilote de l'armée de l'air américaine. Le joueur peut s'entraîner dans l'une des trente missions disponibles qui permettent de s'habituer aux manœuvres de combat, aux armements, aux systèmes avioniques... Après les missions d'entraînement, le mode principal du jeu, qui reste la campagne proprement dite, simule une situation de guerre. Cependant, une autre option existe, le dogfight. Ce mode permet l'affrontement en solo (ou en multijoueur) d'appareil ou de cibles au sol et ça sans garder un contexte bien précis.
Le jeu, dans ses derniers développements, se veut réaliste et modélise aussi fidèlement que pilotage du F-16 

## Histoire
En 2000, le code source a fuité et a permis la poursuite du développement du jeu par les membres de la communauté, avec mises à jour et correctifs, et ajout de nouvelles campagnes. L'éditeur Lead Pursuit repris à son compte plusieurs de ces modifications et obtint un accord de licence avec le propriétaire du code originel Atari. Cela donna naissance à Falcon 4.0: Allied Force en 2005,.
De 2001 à 2013, plusieurs branches de développement du jeu ont été réalisées en parallèle, à partir du code source original (OpenFalcon, FreeFalcon, BMS, …).

## Falcon BMS
Depuis 2003, BenchMarkSim développe sa première modification du jeu original. La première version estampillée « Falcon BMS » est la 4.32 sortie en 2011.
En 2021, le jeu est toujours développé par une communauté de joueurs, seule la branche BenchMarkSims (BMS) est active. La version 4.35 est sortie en décembre 2020 avec un patch de correctif en 2021. Outre les correctifs de bugs, cette nouvelle version propose un passage à la norme DirectX 11, ouvrant la voie à de nombreuses améliorations graphiques.
En 2023, la version 4.37 de Falcon BMS apporte la prise en charge de la réalité virtuelle et plusieurs évolutions (avionique, F-15, etc.).
Le développement de Falcon BMS se fait en accord avec le propriétaire de la licence originale sous réserve de l'achat du jeu Falcon 4.0.

## Add-ons
Par sa communauté active, Falcon, dans sa version Falcon BMS, bénéficie de l'ajout nombreux théâtres d'opérations et de campagnes. Ainsi, il est possible d'évoluer dans les Balkans, la Méditerranée orientale, le Moyen-Orient, le Koweït… 
Hormis les multiples versions du F-16 modélisées, le joueur a la possibilité de piloter le Mirage 2000, l'AV-8B Harrier, le A-10C, le F/A-18 Hornet et le F-15.

## Accueil
- Gamekult : 8/10[9]
- Metacritic : 85/100[10]
- PC Gamer : 95%[11]
- GameSpot : 3,5/5[12]
- Macworld : 4/5[13]